# العلاقات الكورية الجنوبية الميانمارية
العلاقات الكورية الجنوبية الميانمارية هي العلاقات الثنائية التي تجمع بين كوريا الجنوبية وميانمار.

## مقارنة بين البلدين
هذه مقارنة عامة ومرجعية للدولتين:
| وجه المقارنة                                              | كوريا الجنوبية                                                          | ميانمار          |
| --------------------------------------------------------- | ----------------------------------------------------------------------- | ---------------- |
| المساحة (كم2)                                             | 100.30 ألف                                                              | 676.58 ألف       |
| عدد السكان (نسمة)                                         | 51.47 مليون                                                             | 53.37 مليون      |
| الكثافة السكانية (ن./كم²)                                 | 513.16                                                                  | 78.88            |
| العاصمة                                                   | سول                                                                     | نايبيداو، يانغون |
| اللغة الرسمية                                             | اللغة الكورية                                                           | اللغة البورمية   |
| العملة                                                    | وون كوري جنوبي                                                          | كيات ميانماري    |
| الناتج المحلي الإجمالي (بليون دولار)                      | 1.53 تريليون                                                            | 69.32 مليار      |
| الناتج المحلي الإجمالي (تعادل القوة الشرائية) بليون دولار | 1.75 تريليون                                                            | 282.95 مليار     |
| الناتج المحلي الإجمالي الاسمي للفرد دولار أمريكي          | 27.22 ألف                                                               | 1.16 ألف         |
| الناتج المحلي الإجمالي للفرد دولار أمريكي                 |                                                                         |                  |
| مؤشر التنمية البشرية                                      | 0.901                                                                   | 0.536            |
| رمز المكالمات الدولي                                      | +82                                                                     | +95              |
| رمز الإنترنت                                              | .kr                                                                     | .mm              |
| المنطقة الزمنية                                           | توقيت كوريا الجنوبية، ت ع م+09:00، آسيا/سيول ‏، ت ع م+08:00، ت ع م+08:30 | ت ع م+06:30      |

## منظمات دولية مشتركة
يشترك البلدان في عضوية مجموعة من المنظمات الدولية، منها:
| علم المنظمة | اسم المنظمة                        | تاريخ انضمام كوريا الجنوبية | تاريخ انضمام ميانمار |
| ----------- | ---------------------------------- | --------------------------- | -------------------- |
|             | مؤسسة التمويل الدولية              | 16 مارس 1964                | 3 ديسمبر 1956        |
|             | منظمة حظر الأسلحة الكيميائية       | ?                           | ?                    |
|             | يونسكو                             | 14 يونيو 1950               | 27 يونيو 1949        |
|             | الأمم المتحدة                      | 17 سبتمبر 1991              | 19 أبريل 1948        |
|             | منظمة الشرطة الجنائية الدولية      | ?                           | ?                    |
|             | منتدى آسيان الإقليمي ‏              | ?                           | ?                    |
|             | البنك الدولي للإنشاء والتعمير      | 26 أغسطس 1955               | 3 يناير 1952         |
|             | الاتحاد البريدي العالمي            | ?                           | ?                    |
|             | مؤسسة التنمية الدولية              | 18 مايو 1961                | 5 نوفمبر 1962        |
|             | منظمة التجارة العالمية             | ?                           | ?                    |
|             | المنظمة الهيدروغرافية الدولية      | ?                           | ?                    |
|             | بنك التنمية الآسيوي                | 1966                        | 1973                 |
|             | وكالة ضمان الاستثمار متعدد الأطراف | 12 أبريل 1988               | 16 ديسمبر 2013       |

## وصلات خارجية
- موقع وزارة الخارجية الكورية الجنوبية
- موقع وزارة الخارجية الميانمارية